# Cel·la de Golay

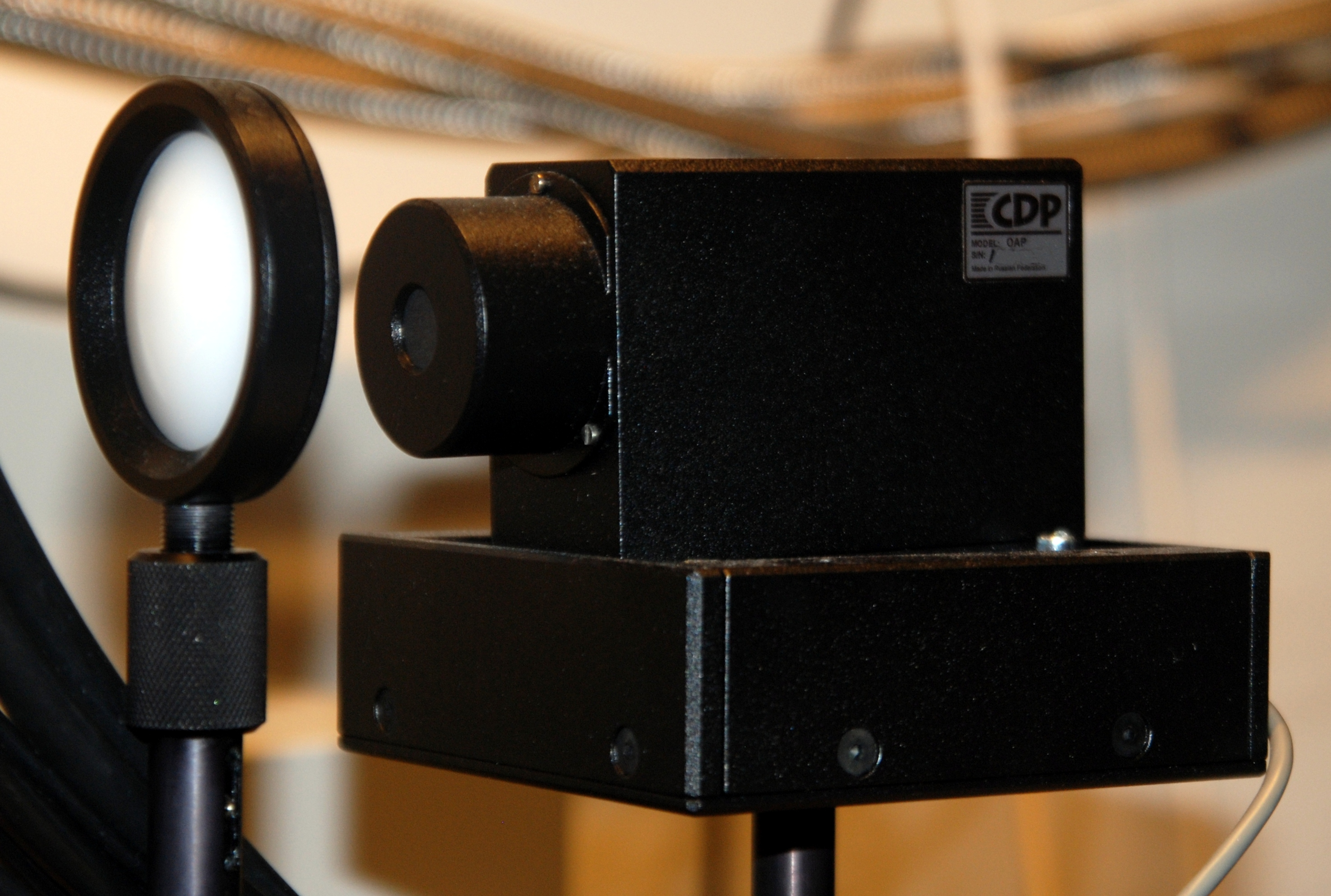
Figura 1. Fotografia d'una cel·la de Golay emprada en el desenvolupament de tecnologies terahertz.

Una cel·la de Golay o detector pneumàtic de Golay és un tipus de sensor capaç de detectar radiació infraroja. Aquest aparell fou inventat per Marcel J. E. Golay, que n'aconseguí la patent l'any 1947.
El principi d'operació d'aquest sensor es basa en detectar l'expansió d'un gas dins d'una cambra estanca, causada per la radiació tèrmica, i convertir-ho en un senyal elèctric. Per aquest motiu les cel·les de Golay sovint també s'anomenen detectors pneumàtics o termopneumàtics.
Les cel·les de Golay són molt sensibles i extremadament delicades però tenen temps de resposta relativament lents. A causa d'això, aquests sensors s'empren principalment en tasques de laboratori i en desenvolupament de tecnologies terahertz.

## Funcionament
Una cel·la de Golay està formada per una cambra estanca amb dues membranes, una a la part superior i l'altra a la part inferior, com es pot veure a la figura 2. La membrana superior serveix per absorbir radiació tèrmica i sovint se sol aplicar un recobriment d'or negre amb una alta capacitat d'absorció de fotons en un ampli rang espectral (aquest revestiment consisteix en molècules d'or depositades per evaporació a una superfície en una atmosfera de {\displaystyle N_{2}}). Per altra banda, la membrana inferior ha de ser lleugerament flexible i reflectiva a la llum, per exemple aplicant un recobriment d'alumini.

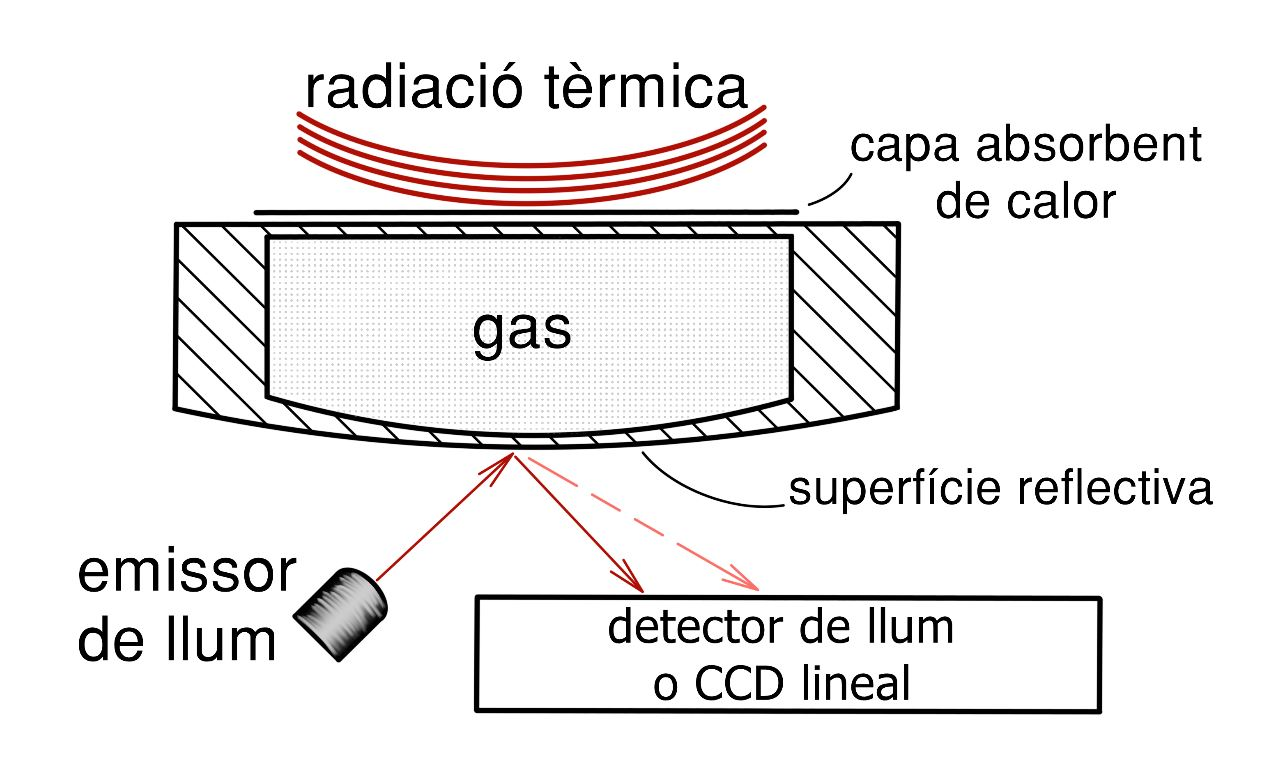
Figura 2. Diagrama de funcionament d'un exemple de cel·la de Golay.

La membrana superior està exposada a la radiació tèrmica, que és capturada pel recobriment absorbent. Per assegurar-se que només es captura radiació infraroja es poden fer servir filtres òptics que limitin l'ample de banda que pot travessar (per exemple entre 20-1000 μm fent servir un filtre de polietilè). Aleshores, aquesta radiació fa augmentar la temperatura de la membrana i, per conducció, també la del gas dins la cambra. A causa d'aquest augment de temperatura, la pressió del gas també s'incrementa i fa que s'expandeixi movent la membrana inferior. Aleshores, per detectar els moviments de la membrana, el mirall de la part inferior s'il·lumina amb un emissor de llum. El raig de llum emès és reflectit pel mirall i incideix a un sensor de posició òptic (position sensitive device) o CCD lineal. Conseqüentment, segons la curvatura del mirall, el reflex incideix a un punt o un altre del sensor de posició òptic, permetent estimar la radiació infraroja que rep el sensor. La deformació de la membrana inferior també es pot mesurar mitjançant altres mitjans, per exemple un interferòmetre de Fabry-Pérot.
Actualment les cel·les de Golay es poden fabricar a escales molt petites mitjançant tecnologies MEMS. Excepte la membrana absorbent, la cambra sol ser feta de materials aïllants de calor per aconseguir millors mesures. El gas emprat a dins la cel·la sol ser el xenó, a causa de la seva baixa conductivitat tèrmica.
El resultat és un aparell sensible que pot funcionar a temperatura ambient rebent radiació THz modulada d'entrada i oferint una mesura en forma de senyal òptica o elèctrica. El temps de resposta pot ser relativament lent, per freqüències modulades a uns quants centenars de Hz la responsivitat pot ser de l'ordre de kV/W i senyals equivalent al soroll (NEPs) de {\displaystyle \sim 10^{-10}} W/Hz1/2.